# Vattensorksfästing
Vattensorksfästing eller Ixodes apronophorus är en fästingart som beskrevs av Schulze 1924. Ixodes apronophorus ingår i släktet Ixodes och familjen hårda fästingar. Inga underarter finns listade i Catalogue of Life.
Svenska namn på 24 arter fästingar fastställdes av Statens Veterinärmedicinska Anstalt, SVA, den 4 september 2017. Ixodes apronophorus fick då ett svenskt namn, vattensorksfästing, trots att den ej är funnen i Sverige..